# Lucien Blau
Pour les articles homonymes, voir Blau.
Lucien Blau, né le 11 août 1953 à Luxembourg, est un enseignant et un historien luxembourgeois, spécialisé en histoire contemporaine (Résistance, collaboration, extrême droite, mouvements migratoires...).

## Formation et carrière
Après ses études supérieures d'histoire, en France (1984), et le (3e) cycle luxembourgeois d'approfondissement et de formation pédagogique, Lucien Blau s'est engagé dans la carrière du professeur de l'enseignement secondaire sans jamais vraiment arrêter la recherche. Il est désormais retraité et professeur honoraire du Lycée de Garçons d'Esch-sur-Alzette dans le sud du Luxembourg. En 1996, il avait - sous la direction du Professeur Alfred Wahl - soutenu à l'université Paul-Verlaine de Metz une thèse de doctorat consacrée au phénomène de l'extrême droite au Grand-Duché de Luxembourg. 
Homme de gauche, finalement passé à l'écologie politique (cofondateur du parti Déi Greng, dont il a démissionné en 2004), Lucien Blau a fait partie du conseil communal de Dudelange, dans le bassin minier luxembourgeois (1997-2002).  Très attaché à Dudelange, il a consacré deux livres (en luxembourgeois) à ses souvenirs d'enfance et de jeunesse dans cette ville désormais largement désindustrialisée. Il a en outre publié un beau livre (en collaboration avec deux collègues enseignants) sur la région méridionale du Luxembourg, l'ancien pays du fer (Minette) et de la sidérurgie.

## Publications
- L'extrême droite luxembourgeoise dans l'entre-deux-guerres ; in: Les années Trente, n° spécial de la revue d'histoire luxembourgeoise Hémecht, année 1996, consacré aux actes du colloque organisé par l'Association luxembourgeoise des enseignants d'histoire (ALEH) les 27 et 28 octobre 1995; pp. 7-24.
- Histoire de l'extrême-droite au Grand-Duché de Luxembourg au XXe siècle ; préfacé par Gilbert Trausch; Esch-sur-Alzette (éditions Le Phare), 1998 (= 1re éd.; réédité en 1999 et en 2005); 659 pages;  (ISBN 2-87964-034-2)
- Idéologie et discours politique de la Droite et de l'Extrême-Droite au Luxembourg au cours des années 30 et 40 ; in: Les courants politiques et la Résistance: Continuités ou ruptures? ; = Colloque international d'Esch-sur-Alzette, avril 2002; publication des Archives nationales de Luxembourg, 2003; pp. 37-63.
- (avec René Welter et Guy Conrady), Minette - À ciel ouvert / Himmelsrichtungen ; Esch-sur-Alzette (éd. Schortgen), 2005; 152 p. (ill.);  (ISBN 2-87953-335-X)
- L'extrême-droite des collaborateurs ; in: Collaboration: Nazification? - Le cas du Luxembourg à la lumière des situations française, belge et néerlandaise ; = Colloque international au Centre culturel de Rencontres Abbaye de Neumünster (Luxembourg-ville), mai 2006; publication des Archives nationales du Luxembourg (ANL), s.d.; pp. 158-177.  (ISBN 978-2-919773-01-5)
- Mam Schucos-Auto an den Zinema Royal, éd. Ultimomondo, Sandweiler, 2007,  (ISBN 978-2-919933-35-8)
- Nationalisme et national-populisme au Luxembourg ; cf.:
- Mat der Döschewo bei de Mao Tse Tung, Editions Ultimomondo, Nospelt, 2013,  (ISBN 978-2-919933-83-9)
- L'immigré et le juif vus à travers le regard de l'extrême droite luxembourgeoise ; in: kulturissimo (supplément mensuel au quotidien Tageblatt), n° 117; édition du 11 avril 2013; pp. 3-5.

## Littérature
- Frank Wilhelm, La francophonie du Grand-Duché de Luxembourg ; Cahiers francophones d'Europe Centre-Orientale, hors série; Pécs & Vienne, 1999; cf. Historiographie, p. 148.
- Georges Hausemer, Luxemburger Lexikon - Das Grossherzogtum von A - Z ; Luxembourg (éd. Binsfeld), 2006; p. 52.
- Germaine Goetzinger, Claude D. Conter, etc., Dictionnaire des auteurs luxembourgeois ; édité par le Centre national de Littérature (CNL), Mersch, 2011.